# Булл-Маунтен (Орегон)
Булл-Маунтен (англ. Bull Mountain) — переписна місцевість (CDP) в США, в окрузі Вашингтон штату Орегон. Населення — 9992 особи (2020).

## Географія
Булл-Маунтен розташований за координатами 45°24′48″ пн. ш. 122°50′13″ зх. д. / 45.41333° пн. ш. 122.83694° зх. д. (45.413219, -122.836899).  За даними Бюро перепису населення США в 2010 році переписна місцевість мала площу 7,53 км², уся площа — суходіл. В 2017 році площа становила 5,08 км², уся площа — суходіл.

## Демографія
Згідно з переписом 2010 року, у переписній місцевості мешкали 9133 особи в 3171 домогосподарстві у складі 2585 родин. Густота населення становила 1213 особи/км².  Було 3284 помешкання (436/км²).
Расовий склад населення:
| - 81,3 % — білих - 10,8 % — азіатів - 1,5 % — чорних або афроамериканців - 0,5 % — корінних американців - 0,3 % — вихідців з тихоокеанських островів |

До двох чи більше рас належало 4,7 %. Частка іспаномовних становила 5,4 % від усіх жителів.
За віковим діапазоном населення розподілялося таким чином: 29,4 % — особи молодші 18 років, 63,4 % — особи у віці 18—64 років, 7,2 % — особи у віці 65 років та старші. Медіана віку мешканця становила 37,4 року. На 100 осіб жіночої статі у переписній місцевості припадало 96,2 чоловіків;  на 100 жінок у віці від 18 років та старших — 94,9 чоловіків також старших 18 років.
Середній дохід на одне домашнє господарство  становив 108 278 доларів США (медіана — 96 976), а середній дохід на одну сім'ю — 114 706 доларів (медіана — 102 305). Медіана доходів становила 76 914 долари для чоловіків та 60 899 доларів для жінок. За межею бідності перебувало 5,7 % осіб, у тому числі 1,9 % дітей у віці до 18 років та 2,5 % осіб у віці 65 років та старших.
Цивільне працевлаштоване населення становило 4752 особи. Основні галузі зайнятості: освіта, охорона здоров'я та соціальна допомога — 16,1 %, виробництво — 15,9 %, науковці, спеціалісти, менеджери — 15,2 %.